# Uracanthus punctulatus
Uracanthus punctulatus är en skalbaggsart som beskrevs av Thongphak och Wang 2007. Uracanthus punctulatus ingår i släktet Uracanthus och familjen långhorningar. Inga underarter finns listade i Catalogue of Life.